# Mayenne (departament)
Mayenne (wymowaⓘ, maˈjɛn) – francuski departament położony w regionie Kraj Loary. Departament został utworzony 4 marca 1790 roku. Departament oznaczony jest liczbą 53.
Według danych na rok 2010 liczba zamieszkującej departament ludności wynosi 306 337 os. (59 os./km²); powierzchnia departamentu to 5175 km². Ośrodkiem administracyjnym (prefekturą) i największym miastem departamentu jest Laval.
W 2023 roku w skład departamentu wchodziło 240 gmin (lista).

## Miejscowości
Największe miejscowości departamentu (w nawiasach liczba ludności w 2021 roku):

- Laval (49 657)
- Château-Gontier-sur-Mayenne (16 710)
- Mayenne (12 900)
- Évron (8508)
- Saint-Berthevin (7353)
- Changé (6397)
- Bonchamp-lès-Laval (6211)
- Ernée (5576)
- Craon (4435)
- L’Huisserie (4435)
- Louverné (4355)
- Cossé-le-Vivien (3246)
- Montsûrs (3193)
- Argentré (2873)
- Meslay-du-Maine (2780)
- Loiron-Ruillé (2732)
- Villaines-la-Juhel (2694)
- Ambrières-les-Vallées (2623)
- Gorron (2511)
- Renazé (2510)
- Andouillé (2323)
- Saint-Pierre-la-Cour (2306)
- Pré-en-Pail-Saint-Samson (2295)
- Entrammes (2262)
- Lassay-les-Châteaux (2239)
- Quelaines-Saint-Gault (2133)
- Le Genest-Saint-Isle (2126)